# Gegharot
Gegharot – wieś w Armenii, w prowincji Aragacotn. W 2011 roku liczyła 490 mieszkańców.